# أرمناك سفلي
أرمناك سفلي هي قرية في مقاطعة مياندوآب، إيران. يقدر عدد سكانها بـ 567 نسمة بحسب إحصاء 2016.